# Sokrat Mio
Sokrat Mio (ur. 16 marca 1902 w Korczy, zm. 14 sierpnia 1992 w Tiranie) – albański reżyser i aktor. Brat malarza Vangjusha Mio i pisarza Anastasa Mio.

## Życiorys
Uznawany za pioniera teatru albańskiego i nauczyciela kilku pokoleń albańskich reżyserów i aktorów. Pochodził z zamożnej rodziny z Korczy, był synem Thimi i Polikseni. W Korczy rozpoczął naukę w greckim gimnazjum. Czas jego nauki w szkole przypadł na okres liberalizacji w polityce wewnętrznej Imperium Osmańskiego. Zaowocowało to tendencją do tworzenia na masową skalę towarzystw i klubów patriotycznych, ale także różnego typu organizacji kulturalnych łączących działalność patriotyczną z działalnością artystyczną. Taka organizacja została też założona w Korczy i zaczęła od wystawienia dramatu Besa Samiego Frasheriego. W 1910 organizacja ta przyjęła nazwę Gwiazda poranka (alb. Ylli i mengjesit) wystawiając kilka dramatów europejskich. W tym środowisku pojawił się już jako dziecko Sokrat Mio, choć jego debiut na scenie nastąpił „dopiero” w 1912, kiedy otrzymał małą rolę w dramacie Spirydiona Peresadisa Golfo. 
W 1920 Sokrat Mio wyjechał do Bukaresztu, gdzie miał uczyć się języka francuskiego. Tam też, w 1923 miał możliwość podziwiać na scenie, odbywającego tournée po Rumunii Aleksandra Moisiu. Wracając do kraju po ukończeniu studiów Mio trafił w swoim rodzinnym mieście na okres niezwykłej aktywności amatorskiego ruchu kulturalnego i tworzenia kolejnych grup teatralnych. Związał się z jedną z takich grup i zagrał główną rolę w sztuce Romeo i Julia, a następnie w kilku melodramatach autorów albańskich. W 1926 po otrzymaniu dyplomu ukończenia szkoły średniej wystąpił o stypendium państwowe, które umożliwiłoby mu podjęcie studiów za granicą (w Albanii w tym czasie nie było szkół wyższych). Stypendium mu nie przyznano, ale z pomocą przyjaciół w 1927 wyjechał wraz z Kristo Kono do Paryża, gdzie zaczął studia w konserwatorium, w klasie wiolonczeli. W Paryżu udało mu się uzyskać upragnione stypendium i kontynuować studia muzyczne. W tym czasie kilkakrotnie powracał do kraju. W 1932 ponownie pojawił się na scenie licealnej w Korczy, gdzie zagrał główną rolę w komedii „Panowie wieśniacy”. Do kraju powrócił w 1933, rezygnując z muzyki na rzecz teatru. W 1935 został głównym reżyserem towarzystwa kulturalnego Młodzież Korczańska (alb. Rinia Korçare), w którym przygotowywał najbardziej znane dramaty albańskie. Największym jego sukcesem artystycznym stała się w 1937 albańska premiera dramatu Henrika Ibsena – Wróg ludu.
Po wybuchu II wojny światowej związał się z ruchem oporu, próbując tworzyć zalążki teatru partyzanckiego. W 1944 roku, już w wyzwolonej Korczy, z udziałem aktorów wyłonionych z grona partyzantów zaprezentował na scenie sztukę Shefqeta Musaraja „Epopeja e Ballit Kombetar” (Epopeja Frontu Narodowego) stanowiącą odwołanie do bieżących wydarzeń politycznych. W 1945 zaangażował się w organizowanie kursów dla aktorów, był także reżyserem w tworzonym w Tiranie Teatrze Ludowym. W tym czasie rzadko występował na scenie, ograniczając się do reżyserowania. W 1950 powrócił do Korczy, gdzie organizował od podstaw teatr nazwany imieniem Andona Zako Çajupiego i został jego pierwszym reżyserem. Temu zadaniu poświęcił ostatnie lata swojego życia.
W 1953 zagrał epizodyczną rolę w filmie Skanderbeg. Przez władze Albanii został uhonorowany tytułem Zasłużonego Artysty (Artist i Merituar). Imię Sokrata Mio nosi jedna z ulic w północnej części Korczy, a także w tirańskiej dzielnicy Yzberisht.